# Caurel (Marna)
Caurel – miejscowość i gmina we Francji, w regionie Grand Est, w departamencie Marna.
Według danych na rok 1990 gminę zamieszkiwało 576 osób, a gęstość zaludnienia wynosiła 59 osób/km².